# Otto Dicycle

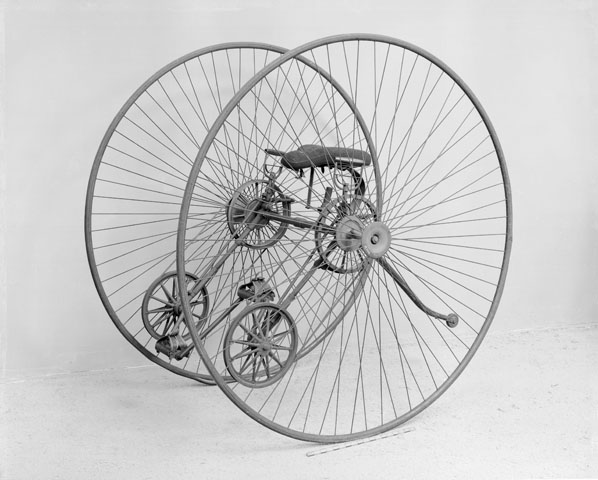
Otto Dicycle

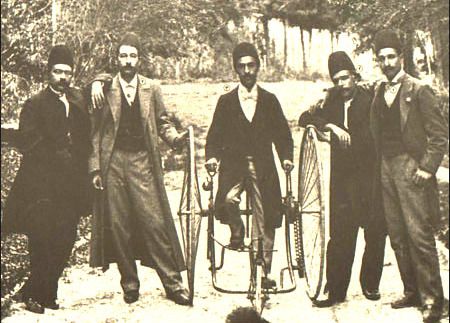
Dreirad in Iran (um 1885)

Das Otto Dicycle war ein Zweirad, dessen Räder nebeneinander angeordnet waren und über Tretkurbeln bewegt wurden. Edouard Carl Friedrich Otto (1841–1905), ein deutsch-englischer Erfinder aus Peckham (Surrey), erhielt am 31. März 1879 ein englisches Patent und am 5. Juli 1881 das US-Patent auf das merkwürdige Gefährt. Das Otto Dicycle war das bekannteste und am weitesten verbreitete aller Dicycles in jener Zeit. Birmingham Small Arms Company fertigte ab 1879 etwa 1000 Stück dieser Geräte, die auch in Deutschland auf den Markt kamen. Thomas Stevens berichtet, dass sogar der Schah von Persien, Nāser ad-Din Schah, über einen Engländer ein Dreirad eingeführt habe. Der Konstruktionsgedanke war die Sicherheit gegenüber dem damaligen Hochrad: „Man konnte bei jeder Geschwindigkeit abspringen und stürzen war gänzlich ausgeschlossen, und man konnte auf der Stelle wenden.“ Damen und Herren konnten das „Otto“ ohne das geringste Risiko lernen, wobei bergab mehr Aufmerksamkeit vom „Ottoisten“ verlangt wurde als auf ebener Strecke. Angetrieben wurde das Fahrzeug über Tretkurbeln und zweifachen Bandantrieb, die Räder konnten über zwei Drehgriffe separat gelenkt und gebremst werden. Ein Umkippen nach hinten war durch ein Spornrad nicht möglich.